# 雷斯岬國家海岸公園
雷斯岬國家海岸公園（Point Reyes National Seashore）是位于美國加利福尼亞州马林县雷耶斯角上的一个占地287.44平方公里的公园。該公園由美国国家公园管理局負責管理。1962年，来自马林县的美国国会议员克萊門特·伍德厄特·米勒提出建立雷斯岬國家海岸公園以保护雷耶斯角。2010年，公园內的海滩被評選為加利福尼亞州最干净的海滩。